# 壁虎游墙
壁虎游墙功，又名“蛇形功”、“爬壁功”、“仙人挂画”。歌诀曰：“壁虎游墙技艺奇，上下左右耐心习。功成轻身如蝼蚁，游蹿楼房不费力。”